# Čiflik (Kočansko)
Čiflik (makedonsky: Чифлик) je vesnice v Severní Makedonii. Nachází se v opštině Češinovo-Obleševo ve Východním regionu.

## Geografie
Vesnice se nachází v údolí Kočanska kotlina, 11 km západně od města Kočani. Na okraji vesnice protéká řeka Bregalnica. Leží v nadmořské výšce 291 metrů.

## Historie
Na konci 19. století byla vesnice součástí Osmanské říše. Podle bulharského spisovatele a etnografa Vasila Kančova žilo v roce 1900 ve vesnici 220 obyvatel, všichni byli makedonské národnosti a křesťanského vyznání.
Během 20. století byla vesnice součástí Jugoslávie, konkrétně Socialistické republiky Makedonie.

## Demografie
Podle sčítání lidu z roku 2002 žije ve vesnici 667 obyvatel, všichni jsou makedonské národnosti.
| Rok          | 1900 | 1905 | 1948 | 1953 | 1961 | 1971 | 1981 | 1991 | 1994 | 2002 |
| ------------ | ---- | ---- | ---- | ---- | ---- | ---- | ---- | ---- | ---- | ---- |
| Obyvatelstvo | 220  | 304  | 392  | 459  | 623  | 610  | 688  | 744  | 704  | 667  |